# 龍谷寺 (八王子市)
龍谷寺（りゅうこくじ）は、東京都八王子市大谷町にある曹洞宗の寺院。山号は両輪山。仏師藤四郎吉勝作の弁財天・大黒天・毘沙門天の三天像（宝永8年（1711年）制作）を安置する。

## 歴史
- 寛永12年（1635年）少林寺4世籃底盛悦を開山に迎えて龍谷寺殿賀翁全慶居士（滝山城主北条氏照の家臣大谷十郎左エ門）が開基となり創建した。

## 境内
- 本堂　昭和52年（1977年）再建されたもの。
- 両輪閣

## 参考資料
- 八王子市史
- 「大谷村 龍谷寺」『新編武蔵風土記稿』 巻ノ106多磨郡ノ18、内務省地理局、1884年6月。NDLJP:763991/83。

## 関連資料
- 田中利男『多摩歴史百景』私家版